# Бетонобійно-фугасний підкаліберний снаряд
Бетонобі́йно-фуга́сний підкалі́берний снаря́д — різновид бетонобійного артилерійського снаряда спеціального призначення, призначеного для руйнування довготривалих фортифікаційних споруд із залізобетону, міцних кам'яних і цегляних будинків та руйнування фугасною дією снаряда з одночасним ураженням особового складу усередині оборонних споруд. На відміну від звичайних бетонобійних та бетонобійно-фугасних снарядів має діаметр уражаючої частини менше за калібр гармати, для стрільби з якої він призначений. Правильний рух по каналу ствола підкаліберного снаряда забезпечується провідним пристроєм, який відповідає калібру зброї. Зменшення калібру підкаліберного снаряда призводить до зменшення його маси порівняно з каліберним снарядом, що дозволяє отримати при цьому калібрі гармати значно більшу початкову швидкість.
Як приклад, американський танк M1 Abrams має на озброєнні бетонобійно-фугасний підкаліберний снаряд M908.